# Парфумерія

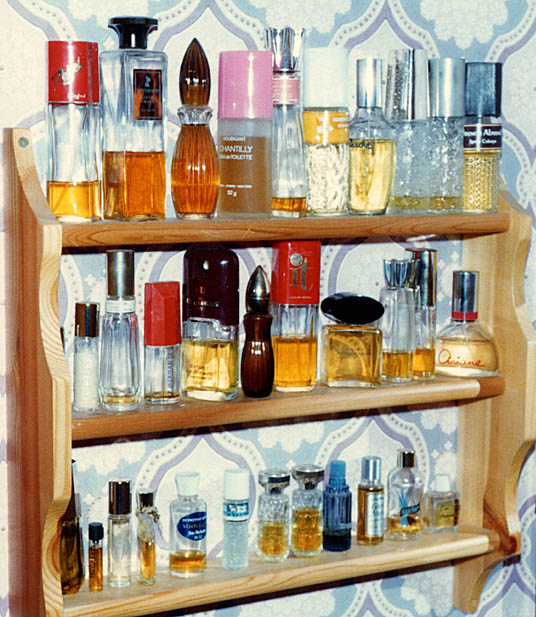
Парфуми

Парфуме́рія (також парфюме́рія) — це пахучі вироби, які використовуються з гігієнічною та косметичною метою. Зазвичай парфумерія — це рідкі або масляні розчини летких ароматичних речовин (які являють собою парфумерну композицію). Розчинниками у цьому випадку виступають спирт, дипропіленгліколь, суміш спирту й води, також носіями парфумерної композиції можуть бути очищені рослинні олії без запаху.

## Види парфумерії

Піраміда аромату: початкова нота, нота серця та базова нота.

Технічна комісія Французького Товариства парфумерів встановила класифікацію сімейств парфумів за ароматом. Також кожен аромат розкладають на 3 ноти: початкову, ноту серця та базову. Серед важливих характеристик аромату — стійкість (англ. longevity) та шлейф (англ. sillage).
Крім того парфумерні вироби класифікують за співвідношенням парфумерної композиції та спиртової складової.
- Парфуми (parfum, perfume або більш застаріле extrait) — це найбільш дорогий вид парфумерії. Концентрація парфумерної композиції у ньому особливо сильна і може становити 20—30 % в пропорції з рештою етилового спирту 70—80 % концентрації. Через таку високу концентрацію наносити парфумів слід зовсім трішки, а використовуються вони лише в особливих випадках. Через відносну вузькість використання і високу вартість парфумів цей вид парфумерії зараз частіше зустрічається на полицях колекціонерів, ніж в руках у споживачів. Це пояснюється також і тим, що саме для парфумів виготовляються особливо цінні флакони.

- Парфумована вода (eau de parfum, parfum de toilette, esprit de parfum) — це найбільш концентрована після парфумів суміш парфумерної композиції (12—15 %) з етиловим спиртом 85 % концентрації. Парфумована вода у більшості випадків є суто жіночим видом парфумерії і використовується переважно як вечірній варіант. Більшість людей обирають саме цей вид парфумерії, оскільки він ідеально поєднує в собі ціну та якість. Через те, що відсоток спирту вищий і олій менший, ціна зменшується, але навіть така конфігурація спирту та олії дає відмінну стійкість та повне розкриття ароматів.[3]

- Туалетна вода (eau de toilette) — це легкий у відношенні концентрації (6—12 % парфумерної композиції до решти спирту 85 % концентрації) і найбільш розповсюджений у повсякденному житті вид парфумерії саме тому, що має невисоку ціну та яскраво виражені початкові ноти та ноти серця. Туалетна вода буває як для денного, так і для вечірнього користування, і однаково часто зустрічається у чоловічій, жіночій та унісекс-парфумерії.

- Одеколон (eau de cologne) — це зовсім легкий вид парфумерії, який включає в себе 3—5 % парфумерної композиції і решту етилового спирту концентрацією 70—80 %. Одеколон — це найчастіше суто чоловіча або унісекс-форма парфумерних виробів. Слід також знати, що на американській парфумерії слово Cologne, зустрічаючись, може означати і туалетну або парфумовану воду.

## Гідролати в парфумерії
Гідролати займають особливе місце в світі парфумерії, де вони використовуються як натуральні інгредієнти для створення унікальних ароматів. Гідролати – це ароматичні води, отримані в процесі парової дистиляції рослин для виготовлення ефірних олій, і вони зберігають ніжні та делікатні аромати рослин.

### Використання у парфумерії
В парфумерії гідролати використовуються для створення легких, свіжих та натуральних ароматів. Вони можуть використовуватися як основа для парфумів або як компоненти для додавання нюансів аромату. Гідролати, такі як розова або лавандова вода, забезпечують делікатність та натуральність у формулі парфумів.

### Переваги гідролатів у парфумерії
Гідролати цінні у парфумерії завдяки своїй натуральності та здатності створювати унікальні ароматичні профілі. Вони є м'якими та не агресивними, що робить їх ідеальними для чутливої шкіри, і вони надають парфумам неповторну свіжість та легкість.

## Резюме
Гідролати в парфумерії - це приклад гармонії між традиційними методами та сучасним підходом до створення ароматів, де важливу роль відіграють натуральність і делікатність.

Слід також виділити й інші вироби парфумерії та побутової хімії:
- дезодорант і антиперспірант
- ароматизатор
- інші ароматизовані косметичні засоби, серед яких — лак для волосся, шампунь, гель для душу, крем для шкіри, пахуче мило тощо.

### Ноти аромату
У музичній метафорі парфуми описуються як три ноти, що створюють гармонійний акорд аромату. Ноти розгортаються з часом, при цьому негайне враження верхньої ноти веде до більш глибоких середніх нот, а базові ноти поступово з’являються як завершальний етап. Ці ноти створені ретельно, знаючи процес випаровування парфумів.
- Верхні ноти: також називаються головними нотами. Запахи, які відчуваються відразу після нанесення духів. Верхні ноти складаються з маленьких легких молекул, які швидко випаровуються. Вони формують у людини початкове враження від парфумів і тому дуже важливі при продажу парфумів. Приклади верхніх нот включають м’яту, лаванду та коріандр.
- Середні ноти: також називають нотами серця. Аромат парфуму, який з'являється безпосередньо перед розсіюванням верхньої ноти. Сполуки середніх нот утворюють «серце» або основну частину парфуму і діють, щоб маскувати часто неприємне початкове враження від базових нот, які з часом стають приємнішими. Приклади середніх нот включають морську воду, сандалове дерево і жасмин.
- Базові ноти: аромат парфуму, який з'являється близько до відходу середніх нот. Базові та середні ноти разом є основною темою парфуму. Базові ноти надають парфуму глибину і солідність. Сполуки цього класу ароматів, як правило, насичені та «глибокі» і зазвичай не сприймаються до 30 хвилин після нанесення. Приклади базових нот включають тютюн, амбру і мускус.

На запахи верхніх і середніх нот впливають базові ноти; і навпаки, аромати базових нот будуть змінені типами ароматичних матеріалів, які використовуються як середні ноти. Виробники, які публікують ноти парфумів, зазвичай роблять це з компонентами аромату, представленими у вигляді ароматної піраміди, використовуючи образні та абстрактні терміни для перерахованих компонентів.

## Історія парфумерії

### Перші згадки
Виходячи з визначення самого слова «парфумерія», до неї належать будь-які пахучі вироби, що використовувались з косметичною та гігієнічною метою. Першим згадкам про використання рослин і їх ароматів для лікування людей, вигнання злих духів, оздоблення приміщення — понад 20 тисяч років тому(наскельні зображення у печерах Ласко, Франція). Ну а перший керамічний дистилятор, який достовірно свідчить про вміння людей виділяти пахучі речовини з рослинної сировини, було знайдено близько 5 тисяч років тому. Сьогодні він зберігається у музеї Тазіла, Пакистан.
Найдавнішим же свідченням використання людьми цілющих властивостей рослинних запахів є шумерська клинописна табличка, датована V тисячоліттям до н. е. У ній згадується смола дерев, чебрець та мирт, та цілющі властивості їх ароматів.

### Стародавній Схід
Згадки про рідкісні і дорогі парфуми з'являються на сторінках Старого Заповіту одразу ж після втечі євреїв з Єгипту. Причому якщо раніше пахощі використовувались винятково для умилостивлення Бога, то тепер жінки використовують парфумерію як засіб спокуси і завоювання чоловічих сердець. Руф, Юдиф та інші юдейські красуні, згідно з тією ж Біблією, користувались парфумами для того, щоб подобатись своїм чоловікам.
Перші документальні відомості стосуються шкатулки з парфумерією, яка належала царю Персії Дарію. Пліній є автором записів про неї, а зроблені вони були після того, як Дарій потрапив у полон до Александра Македонського у битві при Ербілі.
Починаючи з 7 ст. до н. е. центром виробництва сировини для парфумів і подібної тому продукції стали асирійські міста Вавилон, Ніневія та Карфаген. Звідси йшли пахучі аравійські смоли, китайська камфора та індійська кориця, в той час як малоазійські міста (Персеполь, Пальміра та ін.) торгували витонченішими екстрактами — лілією, жасмином, кедром, трояндою, мімозою.
З часом влада парфумерії розповсюдилась і на Далекий Схід. Індія, Китай, Японія розповсюджували аромати парфумів по всій мапі Європи. Зокрема, ще у другому тисячолітті до н. е. китайський імператор Фу Си написав книгу, у якій детально описав улюблені пахощі китайських жінок. Серед них найпершими вважались екстракти фіалки, жасмину та гліцинії.
В Індії парфумерія знайшла своє відображення не лише у ароматизованих ваннах, яким індійки присвячували години свого часу. Скульптури богів обливалися парфумами, а священна сила ароматів згадується навіть у «КамаСутрі».
Стосовно Японії, то особиста гігієна у цій країні завжди була настільки сильною, що виключала із застосування навіть туалетну воду, — адже аромат духів міг заглушити аромат чистого тіла. Тим не менше, це не означає, що парфумерія була забута цією країною. Японці носили на поясі інкрустовані перламутром шкатулочки «інро» із вкладеними всередину пахощами, або ж підвішували під одяг мішечки з ароматними травами, які не вивітрювались протягом тривалого часу. Перед тим, як одягнути кімоно на себе, його також могли окурювати пахощами.
Після пожежі, що сталася у Александрійській бібліотеці, вціліло не так багато папірусів. Втім, серед них був і відомий сьогодні «Папірус Еберс», датований 1550 роком до н. е., у якому згадується використання ароматичних речовин для лікування і профілактики хвороб. Кадила та ароматні свічки згадуються в індійських книгах та малюнках на стінах храму Канхері в Індії (VI ст. до н. е.), а також на стінах єгипетського храму Абу Сімбел, де фараон Рамсес II приносить кадила в жертву богу Птаху.
Проте, на той період поняття парфумерії та ароматерапії перепліталися настільки тісно, що розрізнити їх не представлялось можливим. Зрештою, цінність парфумерних засобів була такою високою, що їх поруч із золотом та коштовностями приносили у жертву богам. Вважалося, що тільки дим пахучих речовин здатен перенести жертовні предмети із матеріального світу в духовний, а отже, самі пахощі були предметами, які належали одразу двом світам.

Втім, ароматичні речовини використовувалися не лише жерцями і не тільки у храмах. Аристократи та принци крові Єгипту могли дозволити собі умащувати пахощами все тіло, адже знали і цінували силу кожного аромату. Серед знаті були популярними аромати анісу, розмарину, перцевої м'яти, лимона, кипариса, кассієвої кори, які закріплювали гальбанумом, смолою стіраксу, росним ладаном та меккськими бальзамами. Прості люди теж використовували парфумерію, додаючи на основу з касторової олії пахощі із чебрецю, естрагону та м'яти. 
 Саме у Єгипті, були створені перші відомі парфуми — «кіфі». Вони виготовлялись у формі невеликих твердих кульок (духів-саше) брунатного кольору і складались із меду, шафрану, мира, винограду, вина, ялівцю, татар-зілля та інших компонентів.

### Стародавні Греція та Рим
Основи мистецтва створення парфумерії прийшли у Грецію із Давнього Єгипту. Втім, саме греки надали цьому мистецтву «нового звучання», додавши до традиційних бальзамів, прянощів та рослинних смол духмяні квіткові екстракти. Для їх виготовлення було винайдено метод мацерації — вимочування рослин в олії або жирі, під час якого квіти і трави віддавали їм свій аромат. Спочатку екстракти витягувались із лілій, троянд та фіалок, згодом до цього списку почало додаватись все більше різних трав та квітів. Пахощі дарували богам, але також використовували і в мирських цілях — окурювали приміщення та одяг на свята.
Спосіб використання парфумерії у Греції був доволі оригінальним. До прикладу, грецькі дівчата підв'язували мішечки з екстрактом жасмину (він був виготовлений на основі козячого жиру) до волосся з внутрішньої сторони. Коли сонце починало пригрівати, жир танув і стікав по шиї та спині жінок, розповсюджуючи навколо них сильний запах жасмину. Втім, аромати використовувались і в медичних цілях. Зокрема, саме Греція стала батьківщиною ароматерапії.
Ще одним доказом існування парфумерії у давні часи є ціла парфумерна фабрика, яку підняли з дна Мертвого моря археологи. Вважається, що вона була подарована Клеопатрі Марком Антонієм разом із місцевістю, де знаходилась. Оскільки деякі казани, у яких варили чи настоювали парфуми, та жорна зі слідами трав збереглися досить добре, то з допомогою наукових методів деякі з рецептів косметики та парфумерії єгипетської цариці змогли відновити і сьогодні випускають світові компанії. Зокрема, відомо, що точну рецептуру і спосіб приготування твердих парфумів «кіфі» відтворили в компанії L'Oreal.
Стародавній Рим завоював Грецію, а разом із нею і її витвори мистецтва, знання та розробки. Особливо припала до душі римлянам парфумерія. Саме у Римі народилось слово «парфумерія», яке сформувалось з латинського виразу «per fumum», що значить «через дим».
Однак, тут парфумерія не змогла зіграти роль естетичного аксесуара. Надлишковість була ключовим словом, яке характеризувало римську манеру поведінки, і римську парфумерію не оминула нота надлишку. Раби Елегабала осипали голови його гостей трояндовими пелюстками, Нерон обливався парфумами з ніг до голови. Коли померла Поппея — дружина Нерона, — він наказав спалити на її честь стільки ладану, скільки вироблялось в Аравії за десять років.
Парфумами у Римі користувались не лише жінки, але й чоловіки. Однак, вибірковість усе одно була більше притаманна прекрасній статі: популярністю користувались духи на основі нарцисів (narcissium), троянди (rhodion), айви (melinum), мигдалю (metopium), шафрану (crosinus).

### Середньовіччя
Втім, коли племена варварів знищили Римську імперію, парфумерні традиції були забуті. Розвивалось християнство, великої могутності набула Церква. У часи Середньовіччя Європа забула, що таке парфумерія: використання її було оголошене гріхом, а дратувати святу інквізицію не хотів ніхто. Але мистецтво парфумерії не могло зникнути повністю. Тому заборона поставок парфумів на територію Європи не стала його кінцевою точкою розвитку. Парфуми повернулися на Далекий Схід, де їх розробка та вдосконалення продовжувались. Було винайдено метод дистиляції, а парфуми почали робити на спиртовій основі, внаслідок чого їх стійкість та термін придатності зросли.
Згодом церковні вето було пом'якшено. Почалися хрестові походи, і лицарі потрохи перенесли парфумерію назад до Європи. Новою батьківщиною парфумерної торгівлі стала Франція, а містом, за яким на століття закріпилася слава світового парфумерного центру, — Грас.
Парфуми, які сьогодні ми звикли називати французькими, насправді належать виробникам з усього світу. Втім, Франція недарма вважається батьківщиною мистецтва парфумерії: якщо не брати до уваги давні спроби створення ароматів, то саме у Франції було винайдено і першу туалетну воду, і перші парфуми, і більшість методів обробки та екстракції сировини для парфумерії.
На початку XI століття лицарі із хрестових походів привезли у Грас есенції жасмину і троянди. Так парфумерні вироби повернулися із церковного вигнання з тим, щоб більше ніколи не втратити свою популярність і владу на території Європи. У XII столітті французам стала доступная арабська технологія дистиляції, внаслідок чого уже на початку XV століття Париж і Грас стали двома містами, які сміливо можна назвати найбільшими парфумерними центрами в історії.
У XIV столітті було винайдено таку відому сьогодні структуру, як неролі (есенція квітів апельсинового дерева). Тоді ж, а якщо точніше, у 1370 році, з'явилась угорська вода («eau de Hongrie»), створена для Королеви Єлизавети Угорської. Це — перші відомі парфуми, виготовлені з кількох складників на основі спирту. До їх складу входили екстракти флердоранжу, троянди, м'яти, меліси, лимона та розмарину. В моду ввійшли різноманітні елементи одягу, «декоровані» парфумерією. Напарфумовані комірці, рукавички, подушки, наповнені духмяними травами, а також помандери (металеві яблучка, які приховували в серцевині ємність з парфумованою водою) супроводжували будь-яку жінку або чоловіка середнього достатку і вище.
У XVI столітті італієць Мауріціо Франжипані включив до складу парфумерії франжипані (аромат гіркого мигдалю), який доти використовувався лише в кулінарії. Зрештою, у XV—XVI століттях влада парфумерії стала величезною: навіть придворним французького короля згідно з етикетом було рекомендовано всюди використовувати туалетну воду.
На той час усі без винятку парфуми належали до категорії «унісекс». Тобто, парфумерія не ділилась на чоловічу і жіночу: обидві статі однаково сильно обливалися преважно солодкими квітковими парфумами.

### Новий час
Період бароко (XVII ст.) на чолі з легендарним Королем-Сонце — Людовіком XIV — був відмічений засиллям парфумерії, яка, втім, не доповнювала, а заміняла собою гігієну. Митися водою у містах Франції було небезпечно через погану каналізаційну систему, внаслідок якої всі стічні води потрапляли до річки. Питну воду до палаців доставляли здалека, а замість вмивання і купання вельможі і навіть сам король просто протирали тіло трояндовою водою. Купання у воді стало ознакою простоти походження. Натомість, Версаль, облитий парфумами, смердів немитими тілами та нечистотами, які лежали просто скрізь. Такі подробиці відбиваються навіть на картинах тогочасних митців.
Людовік XIV — не єдиний із поціновувачів парфумерії королівської крові. Людовік XV з коханкою маркізою де Помпадур користуються олією Венери (склад — троянди, іриси й сандал) та «португальською водою» (зробленою з лимону, апельсину, бергамота і троянди), Людовік XVI вносить свій вклад у представлення парфумерії як предмету розкошів, сумнозвісна Марія Антуанетта користується легкими квітковими парфумами.
У 1709 році італієць Джованні Марі Фаріна оселився у Кельні, де відкрив власний магазин парфумів. Саме він винайшов знамениту «Кельнську воду» (одеколон — eau de cologne) — парфуми на основі винного спирту, які прославили його та парфумерну фабрику, яку після смерті Джованні відкрили його сини.
У цьому столітті на світ з'являються такі парфумерні генії, як Фаржон, Любен та Убіган. Велетенський вклад у розвиток парфумерії належить великому імператору та воєначальнику Наполеону Бонапарту. Саме він зробив Кельнську воду відомою, наказавши ввозити її з Німеччини. Окрім того, перу імператора належить указ про те, що всі солдати французької армії повинні користуватися лише звичайним милом і не використовувати парфумів. Цей указ був дуже доречним, враховуючи умови постійної війни, в яких на той час знаходилась Франція, проте саме він послугував причиною того, що чоловіки Європи майже на сто п'ятдесят років забули про використання парфумерії, яка стала виключно жіночою прерогативою.
Ще Наполеон, живучи на острові св. Єлени в засланні, сам вигадав рецепт парфумів на основі нот бергамоту і назвав його «туалетною водою». Ця назва використовується в парфумерії й досі. Проте, хоча сам імператор користувався парфумами завжди й усюди, ставлення до парфумів та запаху жінки у нього було цілком іншим. Збереглися листи імператора Бонапарта до коханої Жозефіни (любительки, до речі, ароматів кориці, ванілі та гвоздичних прянощів), у яких він писав: «Буду за два тижні. Не мийся!».
Епоха романтизму, яка настала у Франції після занепаду імперії Бонапарта, виховала в людях любов до ніжних і витончених ароматів. Парфумерія стає вишуканою, композиції складаються все з більшої кількості парфумів. Цьому мистецтву присвячений навіть твір Оноре де Бальзака «Цезар де Біротто».
Необхідним аксесуаром чоловіка і жінки XIX століття стає напарфумована хуститнка. Це наштовхує Жана-Поля Герлена на створення двох вишуканих парфумів для хустинок — Voilette de Madame (вуалетка мадам) и Mouchoir de Monsieur (хустинка монсеньйора).
За часів Наполеона ІІІ парфумерія повертається до надлишкового використання ледь не як в епоху Римської імперії. Очолювана королем процесія напарфумованих придворних вишукано рухається від популярних раніше ніжно-квіткових ароматів до п'янких, сексуальних, ледь не розпусних парфумів на основі амбри, мускусу, сандалу, цибетину, пачулі та інших східних і важких солодких ароматів. Втім, саме тут здобуває звання придворного парфюмера мосьє Герлен, визнаний одним із найбільших парфумерних геніїв епохи. Саме в часи правління Наполеона ІІІ Бонапарта (1848—1870) розквітає парфумерна еліта Франції — Віолле, Легран, Герлен працюють і створюють свої парфуми.

### Новітній час
Кінець XIX — початок XX століття ознаменований активним розквітом науки і техніки. Це стосується всіх галузей, у яких реалізовує свої здібності людство, і, без сумніву, парфумерія — не остання з них. Розвивається не лише мистецтво створення парфумерних композицій. Туалетну воду розчиняють в етанолі (спирті), також виготовляються парфуми на основі жирних речовин (для цього використовуються рослинні олії з нейтральним запахом, повністю очищені, як олія жожоба або очищена кокосова олія). Масляні парфуми особливо ефективні у користуванні влітку: на відміну від парфумерії на основі спирту, вони не викликають подразнення або опіків під впливом сонячних променів.
Розвивається мистецтво виготовлення флаконів для парфумерії. Геніальний ювелір кінця XIX століття Рене Лалік присвячував цій праці всю останню частину свого життя, а після його смерті це мистецтво дісталось у спадок сину Рене — Марку Лаліку. Саме він став автором одного з найвідоміших флаконів у світі, створеного для парфумів Nina Ricci L'Air du Temps.
Глобально виробництво парфумерії у ХХ столітті переходить на повністю новий рівень. Кількість складників у парфумах збільшується: сучасні парфуми можуть містити від 20 до 300 і більше різних нот. Окрім того, велика кількість натуральних компонентів замінюється синтетичними, що допускається завдяки швидкому розвитку хімії і активому створенню нових сполук і ароматизаторів. Зрештою, хімія бере активну участь навіть у методах екстракції ефірних олій із рослин. Серед використовуваних нот, відповідно, набувають особливої популярності альдегіди (синтетичні аромати). Саме на їх основі створено парфуми-легенду Chanel №5.
Лише у ХХ столітті створення парфумерії починає йти рука об руку зі створенням модного одягу. Представники парфумерної еліти об'єднуються з відомими кутюр'є, а духи стають невід'ємною частиною модного образу людини. Після Другої світової війни в моду повертається також і чоловіча парфумерія (тут слід зазначити, що її занепад тривав ще з початку XIX століття, коли Наполеон Бонапарт заборонив своїм указом чоловікам користуватися парфумами). З'являються чоловічі парфуми Dior Eau Sauvage, Rochas Moustache, Guy Laroche Drakkar. Потрохи чоловіча парфумерія, як і чоловіча мода, набувають ваги у суспільстві і перетворюються із примхи багатіїв у частину повсякденного туалету більшості.
Жіночі парфуми, звісно, маючи більш стабільну платформу для розвитку, з'являються ще активніше. Парфумерія з геніальним ароматом вимірюється навіть не десятками найменувань, серед яких — і Guerlain Shalimar, і Coty Shypre, і Yves Saint Laurent Opium, і Diorissimo, і Lanvin Eclat, і Rochas Femme, і Jean Paty Joy і багато інших.
Одним із досягнень парфумерії кінця XX століття стало введення в моду стилю «унісекс», першим із геніальних парфумів котрого став аромат Calvin Klein CK One. Сьогодні парфуми унісекс стали таким же невід'ємним різновидом парфумерії, як і суто жіночі або чоловічі парфуми.
Парфумерія XXI століття поки що не розкрила нових горизонтів. Відомі парфумерні компанії наразі працюють швидше на кількість, а не на якість, випускаючи парфуми по декілька на рік і тим самим досягаючи високого рівня продажів не за рахунок унікальності нових ароматів, а за рахунок їхньої новизни.